# Marc Bailly
Pour les articles homonymes, voir Bailly.
Marc Bailly est un homme politique français né le 12 mai 1797 à Montmirail (Marne) et décédé le 15 février 1851 à Paris.
Conseiller général, maire de Montmirail puis de Sézanne, il est député de la Marne de 1848 à 1849, siégeant dans le parti du général Cavaignac. 

## Sources
- « Marc Bailly », dans Adolphe Robert et Gaston Cougny, Dictionnaire des parlementaires français, Edgar Bourloton, 1889-1891 [détail de l’édition]